# Барминский (хутор)
Ба́рминский — хутор в Алексеевском районе Волгоградской области России. Входит в Усть-Бузулукское сельское поселение.
Население — 0,24 тыс. человек.
Станица расположена в 16 км юго-восточнее станицы Алексеевской и в 8 км юго-восточнее станицы Усть-Бузулуцкой на правом берегу Хопра.
Дороги неасфальтированные. Хутор газифицирован. Есть средняя образовательная школа.
На правых, крутых, склонах Хопра — разнотравье, пастбищная растительность.

## История
По состоянию на 1918 год хутор входил в Арженовский юрт Хопёрского округа Области Войска Донского.